# Capitán Tsubasa: New Kick Off
Capitán Tsubasa: New Kick Off, conocido con el título completo en inglés de Captain Tsubasa: New Kick Off en la mayor parte de Europa y en Japón como Captain Tsubasa: Gekito no Kiseki (キャプテン翼 激闘の軌跡?), es un videojuego de fútbol de Konami creado el 2010 para Nintendo DS como aniversario 30 de la franquicia de Capitán Tsubasa. Este juego recicla algunos aspectos técnicos de Captain Tsubasa 5, como la retransmisión tv durante el partido y las cinemáticas cuando el personaje intenta anotar o hace acciones importantes y utiliza gráficos 3D (excepto en cinemáticas de historia que siguen usando gráficos 2D).